# Uckange
Uckange település Franciaországban, Moselle megyében. Lakosainak száma 7001 fő (2022. január 1.). Uckange Bertrange, Fameck, Florange, Guénange, Illange és Richemont községekkel határos.

## Népesség
A település népessége az elmúlt években az alábbi módon változott:
| Lakosok száma | 6315 | 6633 | 6841 | 6818 | 6829 | 6926 | 6951 | 6976 | 7001 |
|               | 2013 | 2015 | 2016 | 2017 | 2018 | 2019 | 2020 | 2021 | 2022 |